# Geelpootstekelwapenvlieg
De geelpootstekelwapenvlieg (Chorisops tibialis) is een vliegensoort uit de familie van de wapenvliegen (Stratiomyidae). De wetenschappelijke naam van de soort is voor het eerst geldig gepubliceerd in 1820 door Meigen.